# Georg Saal
Georg Eduard Otto Saal, född den 11 mars 1817 i Koblenz, död den 3 oktober 1870 i Baden-Baden, var en tysk landskapsmålare.
Saal, som var badensisk hovmålare med professors titel studerade i Düsseldorf, levde sedan omväxlande i Heidelberg, Paris och Baden-Baden eller på resor. Han målade företrädesvis nordiska landskap: Skandinavisk begravning i Mexiko, Vattenfall i Trondhjems stift, Midnattsscen i Lappland med flera. Ett av honom målat Schwarzwaldslandskap finns i Louvren.